# Liverpool LFC
Liverpool Ladies Football Club is een Engelse vrouwenvoetbalclub die gelinkt is aan Liverpool FC. De club speelt in de hoogste Engelse afdeling, de Women's Super League, en wist in 2013 en 2014 de Engelse landstitel te behalen.

## Geschiedenis
De club werd in 1989 opgericht als Newton LFC, maar werd twee jaar later al hernoemd tot Knowsley United WFC. Onder die naam was de club stichtend lid van de Women's Premier League (1991) en speelde (en verloor) het twee bekerfinales (1993 en 1994). Later dat jaar sloot de club zich aan bij Liverpool FC en werd ze logischerwijs omgedoopt tot Liverpool Ladies FC. Onder de nieuwe naam werd de reeks verloren bekerfinales in 1995 en 1996 verdergezet.
In het eerste decennium van de 21e eeuw was Liverpool een 'liftploeg', met degradaties naar het tweede niveau in 2001, 2005 en 2009, afgewisseld met promoties in 2004, 2007 en 2010. In dat laatste jaar werd LLFC overigens kampioen zonder één enkele gele of rode kaart te incasseren, en won zo ook de Fair Play-prijs van de FA.
In 2011 was Liverpool een stichtend lid van de Super League, die de Premier League verving als hoogste niveau in Engeland. De eerste twee seizoenen eindigde de club helemaal laatste, maar net die jaren was de WSL een gesloten systeem zonder degradatie. Het jaar daarop won de club echter totaal onverwacht de landstitel en ontzegde zo Arsenal zijn tiende titel op rij. Het jaar daarna wist Liverpool zijn titel te verlengen door op de slotspeeldag nog Chelsea LFC en Birmingham City LFC voorbij te gaan, maar daarna zakte de club terug en werd ze respectievelijke 7e en 5e.

## Stadion
Liverpool LFC speelt zijn thuiswedstrijden in het Halton Stadium in Widnes, dat het deelt met rivaal Everton LFC. Het stadion met 13.350 plaatsen wordt ook gebruikt door rugbyploeg Widnes Vikings, American footballploeg Halton Spartons en de lokale mannenvoetbalploeg Widnes FC.

## Resultaten

### Erelijst
- Landskampioen (3x)

2013, 2014
- Premier League Northern Division (als niveau 2: 3x)

2003-04, 2006-07, 2009-10

### Seizoenen WSL
| Seizoen | Resultaat |
| ------- | --------- |
| 2011    | 8e        |
| 2012    | 8e        |
| 2013    | 1e        |
| 2014    | 1e        |
| 2015    | 7e        |
| 2016    | 5e        |
| 2017    | 1e        |

### In Europa
Correct tot april 2017
| Seizoen | Competitie                    | Ronde | Land            | Club          | Uitslagen |
| ------- | ----------------------------- | ----- | --------------- | ------------- | --------- |
| 2014/15 | UEFA Women's Champions League | 1/16F | Vlag van Zweden | Linköpings FC | 2-1, 0-3  |
| 2015/16 | UEFA Women's Champions League | 1/16F | Vlag van Italië | Brescia       | 0-1, 0-1  |